# إرنست ويبر
إرنست ويبر (بالإنجليزية: Ernest Weber)‏ هو منافس ألعاب قوى أمريكي، ولد في 29 فبراير 1908، وتوفي في 13 مايو 1950.

## وصلات خارجية
- إرنست ويبر على موقع أوليمبيديا (الإنجليزية)